# STAR (musikgrupp)
STAR är en svensk musikgrupp bestående av Irene Nord, Mia Johnsson, Selma Yasitli  numera Liljenberg och Lotta Josefsson. Gruppen har bland annat släppt singlarna Do you want my love (1998) och Heaven's on Fire (1999).